# Shelley Segal
Shelley Segal (Melbourne, 4 april 1987) is een Australische singer-songwriter. Ze is vooral bekend vanwege haar muziek met seculiere thema's, waaronder haar album uit 2011, An Atheist Album. Ze is op tournee geweest door Australië, het Verenigd Koninkrijk, Hong Kong, China en de Verenigde Staten en heeft opgetreden op vele atheïstische/seculiere evenementen waaronder de Reason Rally, de American Humanist Association conference, California Free Thought Day, the Global Atheist Convention, ReAsonCon, Gateway to Reason en Reasonfest. Haar eerste single, "Saved", wordt sinds 2015 gebruikt als de openingsmuziek van het online discussieprogramma The Atheist Experience.

## Biografie

### Vroege leven
Shelley Segal werd op 4 april 1987 geboren in Melbourne in Australië. Ze werd opgevoed in een traditioneel joods gezin. Haar vader Danny Segal is anno augustus 2017 voorzitter van de East Melbourne Synagogue en speelt viool in een klezmer bruiloftsband. Op 11-jarige leeftijd begon Shelley Segal in haar vaders band te zingen en haar eigen liedjes te schrijven. Vanaf ongeveer haar 18e is ze zichzelf atheïst gaan noemen. Met dit nieuwe perspectief begon Segal religie meer negatief te beschouwen dan toen ze nog theïst was. Ze bekritiseerde zaken zoals gendersegregatie in het orthodox-joodse synagoges. Segal beschouwt zichzelf als een humanist.

### Carrière
Segal bracht in 2009 haar eerste opname uit, Shelley Segal EP. Het is samengesteld uit liedjes die Segal schreef toen ze 15 tot 21 jaar was.
In 2011 bracht Segal haar album An Atheist Album uit. Ze zei dat ze het maakte "allereerst als een expressie van mijn oprechte antwoord op [het debat tussen religieuze en seculiere levensbeschouwingen]." Het bevat de volgende nummers:
- Apocalyptic Love Song (over menselijke onbeduidendheid en zingeving in het leven, opgedragen aan Christopher Hitchens)
- Afterlife (over de impact van geloof in een leven na de dood)
- House With No Walls (over mensen die unieke persoonlijke opvattingen ontwikkelen wanneer ze het niet helemaal eens zijn met religieuze doctrines en over vermijding van kritische ondervraging van je eigen opvattingen)
- Gratitude (over waardering en dankbaarheid voor leven zonder religieus geloof)
- Saved (over het concept van eeuwige kwelling en zij die dit gebruiken als bekeringsdwangmiddel). Dit was Segals eerste single; dit nummer fungeert nu als de openingsmuziek van het online discussieprogramma The Atheist Experience.[5]
- I Don't Believe In Fairies (over gebrek aan bewijs voor het bovennatuurlijke)
- Eve (over vrouwenhaat in de Bijbel)

Segal schreef mee aan en leverde de zang voor het dancenummer Chemistry van Carl Cox.
In 2013 toerde Segal met gitarist Adam Levy en bracht haar album Little March uit in samenwerking met hem. De nummers op het album gaan over liefde en relaties.
Segal bracht haar album An Easy Escape uit in 2014. Het door reggae-geïnspireerde lied Morocco van dit album werd controversieel in Marokko. Het lied, dat was gebaseerd op haar reiservaringen in Marokko, werd door velen in Marokko bekritiseerd vanwege verwijzingen naar drugsgebruik in dat land. De Marokkaanse nieuwssite Afriquinfos beweerde dat ze "het koninkrijk [Marokko] openlijk aangeklaagd" had. Met betrekking tot het nummer vertelde Segal tegen Fairfax Media: "Het is gewoon bedoeld om die situatie als toerist en plezier beleven en mijn zorgen kunnen vergeten te contrasteren met sommige zorgen waarmee de plaatselijke bevolking worstelt en me af te vragen wat mijn plaats hier is... en welke zorgen ik nou eigenlijk heb."
In 2015 bracht Segal haar EP Strange Feeling uit. Van dit album haalde het liedje Sidelined over lichaamspositiviteit de finale van de Unsigned Only Competition 2016.
In 2016 ging Segal een contract aan met de platenmaatschappij 411 Music Group en verhuisde naar Los Angeles.

## Discografie

### Albums
- Shelley Segal EP (2009)
- An Atheist Album (2011), True Music
- Little March (2013) met Adam Levy, True Music
- An Easy Escape (2014), True Music
- Strange Feeling EP (2015)[19]

### Singles
- Saved (2011)
- Chemistry (2011) met Carl Cox
- Begin Again (2017)
- Sparks Are Flying (2021) met Prince Chapelle en Dominic Vos[20]

- Library of Congress Control Number: no2018078666
- MusicBrainz: 73bb9040-21c9-4d37-8370-354a1a7373f2
- Virtual International Authority File: 1886152932539609830002